# Dismorphia laja
Dismorphia laja is een vlindersoort uit de familie van de Pieridae (witjes), onderfamilie Dismorphiinae.
Dismorphia laja werd in 1779 beschreven door Cramer.